# Cantón las Morenas
Cantón las Morenas är en ort i Mexiko.   Den ligger i kommunen Huixtla och delstaten Chiapas, i den sydöstra delen av landet, 800 km sydost om huvudstaden Mexico City. Cantón las Morenas ligger 17 meter över havet och antalet invånare är 280.
Terrängen runt Cantón las Morenas är mycket platt. Runt Cantón las Morenas är det ganska tätbefolkat, med 134 invånare per kvadratkilometer. Närmaste större samhälle är Huixtla, 13,5 km öster om Cantón las Morenas. Omgivningarna runt Cantón las Morenas är en mosaik av jordbruksmark och naturlig växtlighet.